# 羅伯特·伯克利
羅伯特·厄爾·伯克利（英語：Robert Earl Buckley，1981年5月2日—）是一位美國演員。著名作品有NBC《口紅森林》和The CW《籃球兄弟》。2012年，主演了ABC《鬼楼契约》，現於The CW影集《我是殭屍》擔任主要演員。

## 個人生活
伯克利出生於美國加利福尼亞州洛杉磯縣克萊蒙特。他在聖地牙哥加利福尼亞大學修讀經濟學，並在2003年畢業。巴克利在學生時代，曾參加過電視節目《價格猜猜猜》的錄影。在任職經濟顧問後的一年，他搬回到洛杉磯，開始追尋他的演藝生涯。
巴克利於2016年4月，和共同主演《404次元》的麗婭·米歇爾交往，但這段戀情僅維持了3個月，便在該年7月劃下句點。

## 演藝生涯
2006年，巴克利以MyNetworkTV的肥皂劇《時尚之屋》作為他的第一部演藝作品，他在劇中飾演主要角色麥可·鮑爾。同時，也演出了他的首部電影《殺手來電》。隨後，他也加入了MyNetworkTV的肥皂劇《美國女繼承者》演員陣容。2007年，巴克利客串了CBS《靈感應》，並在NBC喜劇劇情影集《口紅森林》中擔任常設演員。
2008年，巴克利和海瑟·拉克理共同主演Lifetime電視電影《情挑四十》。隨後，也參演了喜劇恐怖電影《殺手電影》，該電影於是年4月在翠貝卡電影節首映。
2009年，巴克利客串了The CW《調教富家女》。同年6月，巴克利成為了The CW影集《籃球兄弟》的主要演員，自第7季開始演出至該劇最終季第9季。2010年2月，巴克利有意爭取演出漫威影業《美國隊長》的男主角史蒂夫·羅傑斯一角，但最終由克里斯·伊凡獲得演出機會。
2012年，巴克利於ABC《鬼樓契約》中擔任主要角色，但該劇僅播出一季便遭取消。2013年，巴克利客串了The CW《南國醫戀》；隔年，在《美眉校探》衍生劇《美眉校探後傳》中擔任主要演員。2015年，巴克利於《美眉校探》主創羅伯·湯瑪斯新劇《我是殭屍》中擔任主要角色梅傑·利利懷特。2016年，巴克利和麗婭·米歇爾與喬爾·麥克哈爾主演了Hulu詩選劇《404次元》。

## 演出作品
| 年份 | 作品                                              | 角色          | 備註 |
| ---- | ------------------------------------------------- | ------------- | ---- |
| 2006 | 殺手來電                                          | 麥特          |      |
| 2006 | Petrified                                         | 坦納探員      |      |
| 2006 | Capturing Q                                       | 狄倫          | 短片 |
| 2007 | Archer House                                      | 藍斯          | 短片 |
| 2008 | 殺手電影                                          | 尼克          |      |
| 2011 | The Legend of Hell's Gate: An American Conspiracy | 貝卡斯·米契爾 |      |
| 2011 | Z                                                 | 懷耶特        | 短片 |

### 電視
| 年份      | 作品         | 角色            | 備註                                       |
| --------- | ------------ | --------------- | ------------------------------------------ |
| 2006      | 時尚之屋     | 麥可·鮑爾       | 主要演員（65集）                           |
| 2007      | 美國女繼承者 | 麥修·衛克菲爾德 | 主要演員（36集）                           |
| 2007      | 靈感應       | 布蘭登·畢曉普   | 1集（第3季第7集）                          |
| 2008      | 情挑四十     | 凱爾·漢默頓     | 電視電影                                   |
| 2008–2009 | 口紅森林     | 寇比·阿特伍德   | 常設演員（第1季）；主要演員（第2季）；20集 |
| 2009      | 調教富家女   | 大衛·貝瑟       | 2集                                        |
| 2009–2012 | 籃球兄弟     | 克雷·伊凡斯     | 主要演員（第7–9季；57集）                  |
| 2012–2013 | 鬼樓契約     | 布萊恩·里奧納德 | 主要角色（10集）                           |
| 2013–2014 | 南國醫戀     | 彼德            | 2集                                        |
| 2014      | 美眉校探後傳 | 蓋斯頓          | 主要角色（4集）                            |
| 2015–2019 | 我是僵屍     | 梅傑·利利懷特   | 主要角色                                   |
| 2017      | 無能為力     | 丹／雷吉        | 1集（第1季第4集）                          |
| 2017      | 404次元      | 亞當            | 主演（1集）                                |

## 外部連結
- Robert Buckley在互联网电影资料库（IMDb）上的資料（英文）
- 在AllMovie上羅伯特·伯克利的頁面（英文）
- Robert Buckley interview at Good Day LA （页面存档备份，存于）
- Robert Buckley interview on CBS （页面存档备份，存于）
- Robert Buckley on MyFoxLA April 27, 2007. （页面存档备份，存于）